# ピッツフィールド (マサチューセッツ州)
ピッツフィールド（英: Pittsfield）は、アメリカ合衆国マサチューセッツ州のバークシャー郡にある都市。人口は4万3927人（2020年）で、郡内最大であり1998年までは郡庁所在地だった。バークシャー郡全域がピッツフィールド都市圏となっている。ただし人口は減少傾向にある。
2005年、ファーマーズ・インシュアランスがピッツフィールドを、人口15万人未満の小さな町の中で「生活するために最も安全な場所」リストの国内第20位に挙げた。2006年、雑誌フォーブスは、事業に適した小さな場所リストの第41位にピッツフィールドを挙げた。2008年、雑誌カントリー・ホームは、ミシシッピ川以東の「緑の都市」リストで第24位に挙げた。2009年、芸術、人間性、科学の分野でマサチューセッツ州の最高賞に選ばれた。2010年、雑誌「フィナンシャル・タイムズ」は、ピッツフィールドの再生に関する記事の中で、「バークシャーのブルックリン」と表現した。2012年、雑誌「USニューズ&ワールド・レポート」は、独居老人の多さと仲間やパートナーを見つける可能性の高さを評価し、独り者が引退する最良の場所10か所の中にピッツフィールドを挙げた。

## 歴史
ピッツフィールドと周辺地域には18世紀初期まで、アルゴンキン語族のモヒカン族インディアンが住んでいた。
1738年、ボストンの富者ジェイコブ・ウェンデル大佐が「ポントサック」と呼ばれていた土地24,000エーカー (97 km2) を投機として購入し、これを分割してここに入ってくる人々に再販する考えだった。ポントサックとはモヒカン語で「冬のシカにとっての避難所」を意味していた。ニューヨーク州オールバニの裕福な血縁であるフィリップ・リビングストンや、既にここで1,000エーカー (4.0 km2) の土地を持っていたノーサンプトンのジョン・ストッダード大佐と共同経営を始めた。
1743年に若者の集団が入ってきて開墾を始めたが、フレンチ・インディアン戦争に関連してインディアンから襲撃される恐れがあり、この集団は間もなく離れていったので、さらに数年間は白人の居ない土地のままだった。
その後ウェストフィールドから多くの者が入り、村が成長を始め1753年にはポントサック・プランテーションとして法人化された。共同設立者には、ソロモン・デミング、シメオン・クロフット、スティーブン・クロフット、チャールズ・グッドリッチ、ジェイコブ・エンサイン、サミュエル・テイラー、エリアス・ウッドワードが名を連ねた。デミング夫人は最初期の開拓者であり、1818年3月に92歳で亡くなったときまで初期開拓者の最後の生き残りとなっていた。ソロモン・デミングは1815年に96歳で亡くなっていた。
ピッツフィールドは1761年に町制施行された。植民地総督のフランシス・バーナード卿が、イギリスの貴族政治家の大ピットにちなみ、ピッツフィールドと名付けた。1760年時点では人口200人であり、プランテーションはピッツフィールドのタウンシップとなった。
アメリカ独立戦争が終わる時までに人口は2,000人近くに増えた。その中には1776年にベネディクト・アーノルドを裏切り者として告発を始めたジョン・ブラウン大佐がいた。これは実際にアーノルドがイギリスに寝返る数年前のことだった。ブラウンは1776年から1777年の冬に作ったビラで「金がこの男の神であり、それを得るためにはこの国を売ることになるだろう」と記していた。
この地域はフーサトニック川に流れ込む多くの小川があったので農業地帯だったが、木材、小麦粉、紙、繊維を生産する工場が点在していた。1807年にスペインからメリノ種羊を導入し、その後ほぼ1世紀の間町の大きな雇用主となる毛織物産業で、国内の中心になった。
町は19世紀の後半までに賑やかな大都市になった。1891年、ピッツフィールド町は市に昇格した。エレクトリック・マニュファクチャリング会社をグレートバーリントンからピッツフィールドに移したばかりのウィリアム・スタンリー・ジュニアが最初の電圧変圧器を生産した。スタンリーの事業は国際的に知られるようになる巨大企業ゼネラル・エレクトリックの前身だった。ゼネラル・エレクトリックの成功により、1930年のピッツフィールド市人口は5万人を超えた。ゼネラル・エレクトリック・アドバンスト・マテリアル（現在はリャドに本社を置くサウディ・ベーシック・インダストリーズ・コーポレーションの子会社SABICイノバティブ・プラスティックスが所有）が市内最大の雇用主であり続けているが、かつての最盛期に13,000人いた労働者は、変圧器や航空部門が廃止あるいは移転されたために、700人以下にまで減った。
現在はジェネラル・ダイナミクスが旧ゼネラル・エレクトリックの建物の多くを占有しており、その従業員数は拡大している。ゼネラル・ダイナミクスがこの地で成功したのは、その先進的情報システムに関連して市政府が契約を与えたことに基づいている。

### 1902年大統領の事故
1902年9月3日、共和党アメリカ合衆国下院議員選挙のためにセオドア・ルーズベルト大統領が、ニューイングランドを2週間巡る選挙運動中に、ピッツフィールド中心街からピッツフィールド・カントリークラブまで大統領を運んでいたバルーシュ型馬車がトロリーと正面衝突した。ルーズベルト、ウィンスロップ・マレー・クレイン・マサチューセッツ州知事、ジョージ・ブルース・コーテルユー大統領補佐官、およびボディーガードのウィリアム・クレイグが通りに投げ出された。クレイグが死亡し、大統領の警備に当たっている間に死んだ最初のシークレット・サービス・エージェントとなった。大統領は顔と左臑をひどく打ち、トロリーの運転手ユークリッド・マッデンにあやうく殴りかかるところだった。マッデンは後に過失致死傷罪で起訴され、有罪を認めた。判決は6か月間の禁固と重い科料となった。

### ピッツフィールドの野球

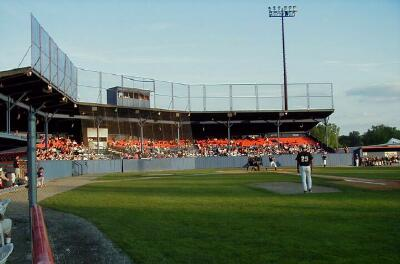
ワーコナー・パーク、1919年建設

2004年、歴史家のジョン・ソーンは、ピッツフィールドの新しい集会所から80ヤード (73 m) 以内で「野球」を行うことを禁じた1791年の法に関する言及を発見した。司書のアンマリー・ハリスがバークシャー・アセネウム図書館で実際の法令文書を見つけ、その年代はウィリアムズタウン芸術保存会館の研究者が検証した。現代の野球に正真正銘、実際に言及したことが認められれば、この1791年の文書はアメリカにおける最古の野球に関する言及ということになる。この文書はピッツバーグ図書館のウェブサイトで確認できる。
謂わゆる割れた窓ガラス法は北アメリカで「野球」に言及した初期のものである。1839年にニューヨーク州クーパーズタウンでアブナー・ダブルデイが発明したという所見は、1939年に野球の100周年を祝う根拠となり、クーパーズタウンではアメリカ野球殿堂や博物館が開設された。それを信じる歴史家は少ないが、殿堂の副館長ジェフ・アイデルソンは「野球は実際に他では生まれていない」と発言した。
1859年、ピッツフィールドで最初の大学対抗野球試合が行われた。アマースト大学がウィリアムズ大学を73対32で破った。
プロ野球では、市内のワーコナー・パークで1919年から2003年まで試合が行われた。チームとしては1940年代のピッツフィールド・エレクトリックス、1965年から1969年のピッツフィールド・レッドソックスがあり、当時Aクラスでその後に大リーガーになったジョージ・スコット、カールトン・フィスク、レジー・スミスなどがいた。さらに1970年代のピッツフィールド・セネタース（後にはレンジャーズ）があり、1985年から1988年のAAクラスでピッツフィールド・カブスでは後のスターであるマーク・グレースやラファエル・パルメイロがいた。
1989年から2001年、ピッツフィールド・メッツとピッツフィールド・アストロズ（2001年のみ）が、ニューヨーク・ペンリーグに所属した。アストロズはその後ニューヨーク州トロイに移転し、現在はトリシティ・バレーキャッツと呼ばれている。
2005年、元ボストン・レッドソックスのジェネラルマネジャー、ダン・デュケットが所有するニューイングランド大学間野球リーグの夏の大学間野球フランチャイズ、ピッツフィールド・デュークスがワーコナー・パークを本拠地にした。デュークスは2004年のシーズンではバークシャー・デュークスとしてマサチューセッツ州ヒンズデールで試合を行っていた。2009年、フランチャイズがピッツフィールド・アメリカン・ディフェンダーズと名前を変えた。アメリカン・ディフェンダーズという名前はアメリカ軍と、ノコア・アスレティック・グッズ社が生産する野球グローブ製品の双方を兼ねている。デュケットのオーナー集団は独立リーグのカナディアン・アメリカン・リーグに属するニューハンプシャーのアメリカン・ディフェンダーズも所有している。
1865年8月1日にピッツフィールドで生まれたユリシーズ・フランク・グラント（1937年5月27日没）は、19世紀の野球選手であり、インターナショナル・リーグの様々なチームでプレイした。ボルチモア・オリオールズで8回ゴールド・グラブ賞を受賞した遊撃手マーク・ベランジャー、ニューヨーク・メッツの救援投手ターク・ウェンデル、テキサス・レンジャーズの外野手トム・グリーブは全てピッツフィールド出身である。

## 地理と気候

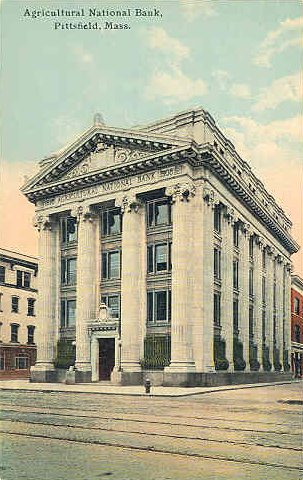
農業国定銀行、北通り、1900年代初期

ピッツフィールドは北緯42度27分 西経73度15分 / 北緯42.450度 西経73.250度 (42.4522, -73.2515) に位置している。
アメリカ合衆国国勢調査局に拠れば、市域全面積は42.5平方マイル (110.0 km2)であり、このうち陸地40.5平方マイル (104.8 km2)、水域は2.0平方マイル (5.2 km2)で水域率は4.70%である。北はレーンズボロ、東はダルトン、南東はワシントン、南はレノックス、南西はリッチモンド、西はハンコックの各市町と接している。スプリングフィールドからは北西に48マイル (77 km)、ボストンの西135マイル (217 km)、ニューヨーク州オールバニの東39マイル (63 km)に位置している。
住民の大半は市域の約4分の1に住んでいる。フーサトニック川の東と西の支流が合流する所にあり、フーサトニック川は市から南にロングアイランド湾まで流れ、その延長は149マイル (240 km) ある。東支流は丘陵部から流れ下り、西支流はオノタ湖とポントサック湖（一部はレーンズボロに入っている）から流れてくる。バークシャー郡の西部大半と同様、東はバークシャー丘陵、西はタコニック山地に挟まれている。フーサトニック川バレー野生生物管理地域の一部が川岸に点在している。
市の西部には広さ11,000エーカー (45 km2) のピッツフィールド州有林があり、ハイキングやクロスカントリースキーの道、キャンプ場とピクニック場、水泳用浜がある。
.
アメリカ国道7号線と同20号線の交差点にある。マサチューセッツ州道8号線が、州の西部を東西に抜ける同9号線と合流して市の北東隅を通っており、その西端は市内の国道7号線である。州道41号線は市の南西隅、国道20号線に始まり、南に向かう。最も近い州間高速道路は90号線であり（マサチューセッツ・ターンパイク）、約10マイル (16 km) 南のリーを通っている。
市内で長距離輸送の基地はジョセフ・セルシ・インターモーダル交通センターであり、アムトラックの駅とピーターパン・バスラインズの停留所がある。バークシャー地域交通局が市内と周辺の公共交通を担当し、インターモーダル交通センターを中心にバス便を運行している。貨物鉄道はCSXトランスポーテーションとフーサトニック鉄道が担当している。
ピッツフィールド市民空港にある固定基盤オペレーターが、単発機から複数エンジンジェット機までの民間機やチャーター機を使い、地域へのアクセスを可能にしている。遊覧飛行や操縦訓練も行っている。全国的な商業便はオールバニ国際空港が最も近い。
ピッツフィールドの気候は大陸性気候である。冬は厳しく、平均年間降雪量は73.7インチ (187 cm)、気温が0 °F (−18 °C) を下回るのは年間13日ある。しかし、夏は通常温かく快適であり、気温が90 °F 台 (32 - 37 °C) に達するのは年間6回ほどである。過去最高気温は1926年7月23日に記録された101°F (38 ℃) 、過去最低気温は1943年2月15日に記録された-26°F (-32 ℃) である。年間を通じて観測できる降水がある日は140日ある。9月と10月が乾燥しており、降水日は9日である。
| ピッツフィールド市民空港（1925年-2012年）の気候 | ピッツフィールド市民空港（1925年-2012年）の気候 | ピッツフィールド市民空港（1925年-2012年）の気候 | ピッツフィールド市民空港（1925年-2012年）の気候 | ピッツフィールド市民空港（1925年-2012年）の気候 | ピッツフィールド市民空港（1925年-2012年）の気候 | ピッツフィールド市民空港（1925年-2012年）の気候 | ピッツフィールド市民空港（1925年-2012年）の気候 | ピッツフィールド市民空港（1925年-2012年）の気候 | ピッツフィールド市民空港（1925年-2012年）の気候 | ピッツフィールド市民空港（1925年-2012年）の気候 | ピッツフィールド市民空港（1925年-2012年）の気候 | ピッツフィールド市民空港（1925年-2012年）の気候 | ピッツフィールド市民空港（1925年-2012年）の気候 |
| 月                                              | 1月                                             | 2月                                             | 3月                                             | 4月                                             | 5月                                             | 6月                                             | 7月                                             | 8月                                             | 9月                                             | 10月                                            | 11月                                            | 12月                                            | 年                                              |
| ----------------------------------------------- | ----------------------------------------------- | ----------------------------------------------- | ----------------------------------------------- | ----------------------------------------------- | ----------------------------------------------- | ----------------------------------------------- | ----------------------------------------------- | ----------------------------------------------- | ----------------------------------------------- | ----------------------------------------------- | ----------------------------------------------- | ----------------------------------------------- | ----------------------------------------------- |
| 最高気温記録 °F （°C）                          | 65 (18)                                         | 63 (17)                                         | 81 (27)                                         | 91 (33)                                         | 94 (34)                                         | 100 (38)                                        | 101 (38)                                        | 100 (38)                                        | 95 (35)                                         | 85 (29)                                         | 78 (26)                                         | 67 (19)                                         | 101 (38)                                        |
| 平均最高気温 °F （°C）                          | 31 (−1)                                         | 32 (0)                                          | 41 (5)                                          | 54 (12)                                         | 67 (19)                                         | 76 (24)                                         | 80 (27)                                         | 78 (26)                                         | 70 (21)                                         | 60 (16)                                         | 47 (8)                                          | 34 (1)                                          | 55.8 (13.2)                                     |
| 平均最低気温 °F （°C）                          | 13 (−11)                                        | 13 (−11)                                        | 23 (−5)                                         | 33 (1)                                          | 43 (6)                                          | 52 (11)                                         | 57 (14)                                         | 55 (13)                                         | 48 (9)                                          | 38 (3)                                          | 29 (−2)                                         | 17 (−8)                                         | 35.1 (1.7)                                      |
| 最低気温記録 °F （°C）                          | −22 (−30)                                       | −26 (−32)                                       | −9 (−23)                                        | 10 (−12)                                        | 24 (−4)                                         | 33 (1)                                          | 40 (4)                                          | 32 (0)                                          | 23 (−5)                                         | 14 (−10)                                        | −1 (−18)                                        | −23 (−31)                                       | −26 (−32)                                       |
| 降水量 inch （mm）                              | 2.97 (75.4)                                     | 2.50 (63.5)                                     | 3.00 (76.2)                                     | 3.35 (85.1)                                     | 3.32 (84.3)                                     | 3.93 (99.8)                                     | 4.21 (106.9)                                    | 3.68 (93.5)                                     | 3.98 (101.1)                                    | 2.89 (73.4)                                     | 3.77 (95.8)                                     | 3.13 (79.5)                                     | 40.73 (1,034.5)                                 |
| 降雪量 inch （cm）                              | 17.9 (45.5)                                     | 18.6 (47.2)                                     | 13.1 (33.3)                                     | 4.4 (11.2)                                      | .1 (0.3)                                        | 0 (0)                                           | 0 (0)                                           | 0 (0)                                           | 0 (0)                                           | .3 (0.8)                                        | 4.5 (11.4)                                      | 14.6 (37.1)                                     | 73.7 (187.2)                                    |
| 平均降水日数                                    | 13                                              | 12                                              | 13                                              | 12                                              | 13                                              | 11                                              | 11                                              | 10                                              | 9                                               | 9                                               | 12                                              | 13                                              | 140                                             |
| 出典：Western Regional Climate Center           |                                                 |                                                 |                                                 |                                                 |                                                 |                                                 |                                                 |                                                 |                                                 |                                                 |                                                 |                                                 |                                                 |

### フーサトニック川

#### 背景と歴史的概観
フーサトニック川は昔から田園地帯を流れ、19世紀後半に工業化を加速させてきた。ウィリアム・スタンリー・ジュニアが1890年にピッツフィールドでスタンリー電気製造会社を設立した。この会社は小さな変圧器、電気モーターおよび電気器具を製造した。1903年、ゼネラル・エレクトリックがこの会社を買収し、ピッツフィールドでは変圧器、弾薬、プラスティックを3本柱に操業を行った。

#### 環境問題
20世紀半ば、フーサトニック川とその氾濫原は、ゼネラル・エレクトリックが排出したポリ塩化ビフェニルなど有害物質で汚染された。ゼネラル・エレクトリック・フーサトニック川サイトと呼ばれる汚染地域には、ゼネラル・エレクトリック製造施設、フーサトニック川、ピッツフィールドからロングアイランド湾までの川岸と氾濫原、埋め立てられた三日月湖、アレンデール学校、シルバー湖、その他ゼネラル・エレクトリックが操業した結果として汚染された地域が含まれた。

#### 同意判決と除染
1991年からアメリカ合衆国環境保護庁による法的手続きで、ゼネラル・エレクトリック・フーサトニック川サイトが指定された。最初の除染作業は1996年に、アメリカ合衆国環境保護庁がゼネラル・エレクトリックに対し、高度に汚染された堆積物と土壌を除去することを求める一方的な命令を発したときに始まった。アメリカ合衆国環境保護機関はこのサイトを1997年9月にスーパファンド対象地に指定した。
1999年、アメリカ合衆国環境保護庁、マサチューセッツ州、ゼネラル・エレクトリックおよびピッツフィールド市の間の交渉により、ピッツフィールドとフーサトニック川を除染するために2億5千万米ドル以上を掛ける合意がなり、ピッツフィールドにとっては1つの里程標になった。この合意は翌年に連邦裁判所に持ち込まれた同意判決で確定され、拘束力ある法的合意となった。

#### 地下水と長期モニタリング
合意が成立した後、アメリカ合衆国環境保護庁、マサチューセッツ州機関、ピッツフィールド市およびゼネラル・エレクトリックは国内最大級かつ最も複雑な除染を行った。ゼネラル・エレクトリック施設に隣接するフーサトニック川から半マイル (800 m) のポリ塩化ビフェニル汚染地域の除染は2002年9月に完了した。ライマン通りからフレッド・ガーナー公園までの1.5マイル (2.4 km) の除染は9千万米ドルを掛けて2007年6月に完了した。生物と堆積物のサンプルを分析すると、ポリ塩化ビフェニル濃度は除染前と比べて99%低下した。ゼネラル・エレクトリックは川に隣接する汚染土壌を除去し、27軒の敷地を修復させた。今日まで河床と個人敷地から堆積物、川岸、氾濫原のポリ塩化ビフェニル汚染土壌115,000立方ヤード (88,000 m3) が除去された。

## 人口動態
以下は2000年国勢調査による人口統計データである。
| 基礎データ - 人口: 45,793 人 - 世帯数: 19,704 世帯 - 家族数: 11,822 家族 - 人口密度: 434.1人/km2（1,124.3 人/mi2） - 住居数: 21,366 軒 - 住居密度: 202.5軒/km2（524.6 軒/mi2） 人種別人口構成（2010年データ） - 白人: 86.9% - アフリカン・アメリカン: 4.99% - ネイティブ・アメリカン: 0.14% - アジア人: 1.16% - 太平洋諸島系: 0.04% - その他の人種: 0.77% - 混血: 1.64% - ヒスパニック・ラテン系: 5.04% 先祖による構成 - アイルランド系：20% - イタリア系：17% - フランス系：11% - イギリス系：10% - ドイツ系：8% - ポーランド系：7% - アフリカ系：5% - フランス系カナダ人：4% - プエルトリコ系：3% - スコットランド系：2% - オランダ系：2% - スコットランド・アイルランド系：1% - ロシア系：1% - ギリシャ系：1% - ウクライナ系：1% - レバノン系：1% - ポルトガル系：1% - インド系：1% - スウェーデン系：1% | 年齢別人口構成 - 18歳未満: 23.2% - 18-24歳: 6.9% - 25-44歳: 28.3% - 45-64歳: 23.0% - 65歳以上: 18.6% - 年齢の中央値: 40歳 - 性比（女性100人あたり男性の人口） - 総人口: 90.6 - 18歳以上: 86.2 世帯と家族（対世帯数） - 18歳未満の子供がいる: 27.3% - 結婚・同居している夫婦: 42.9% - 未婚・離婚・死別女性が世帯主: 13.1% - 非家族世帯: 40.0% - 単身世帯: 34.0% - 65歳以上の老人1人暮らし: 14.3% - 平均構成人数 - 世帯: 2.26人 - 家族: 2.89人 - 収入の中央値 - 世帯: 35,655米ドル - 家族: 46,228米ドル - 性別 - 男性: 35,538米ドル - 女性: 26,341米ドル - 人口1人あたり収入: 20,549米ドル - 貧困線以下 - 対人口: 11.4% - 対家族数: 8.9% - 18歳未満: 16.7% - 65歳以上: 7.1% |

## 市政府と政治

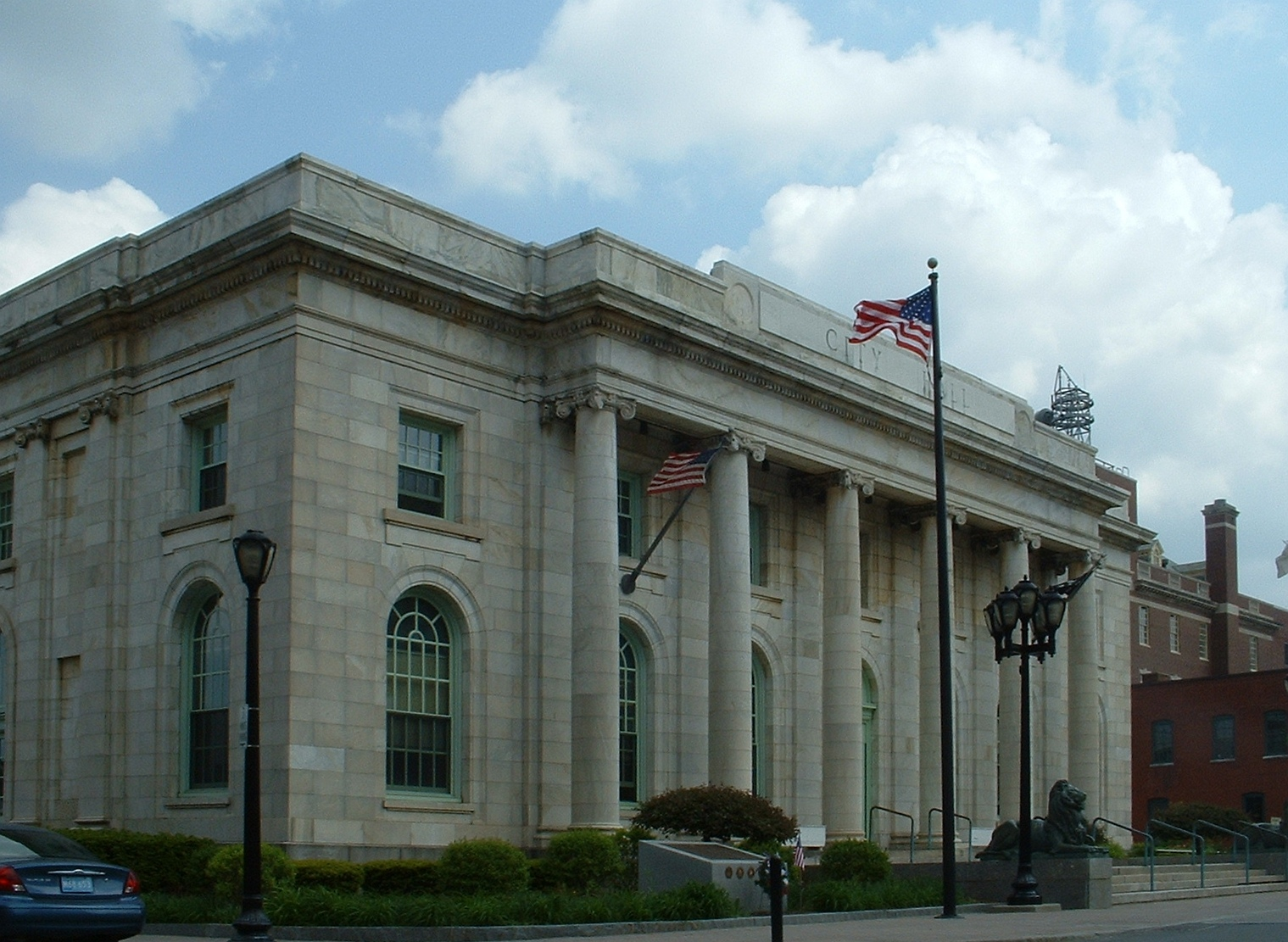
ピッツフィールド市役所

ピッツフィールドは市長・市政委員会の政府形態を採っている。バークシャー医療センターや地域唯一の退役兵医療クリニックを含め、全ての公共サービスを行っている。市の図書館であるバークシャー・アセネウムは西マサチューセッツでは最大級であり、地域の図書館をシステム化している。またバークシャー郡の郡庁所在地であったので、州の施設も多い。2011年、町として法人化されて250周年を記念し、住民から公式市旗に129件のデザインが寄せられた。
州政府にはマサチューセッツ州議会下院に2人の議員を送っている。バークシャー第2選挙区はバークシャー郡の部分と、ハンプシャー郡、フランクリン郡の部分を含んでいる。バークシャー第3選挙区は市域の大半を含んでいる。マサチューセッツ州議会上院では、バークシャー郡全域、ハンプシャー郡西部、フランクリン西部を合わせて選挙区としている。市域はマサチューセッツ州警察B班第4駐在所がパトロールしている。
連邦政府下院ではマサチューセッツ州第1選挙区に属している。
| 民主党 | 12,837 | 44.04% |
| 共和党 | 2,780  | 9.54%  |
| 無党派 | 13,231 | 45.39% |
| 少数党 | 299    | 1.03%  |
| 合計   | 29,147 | 100%   |

## 交通

### 鉄道

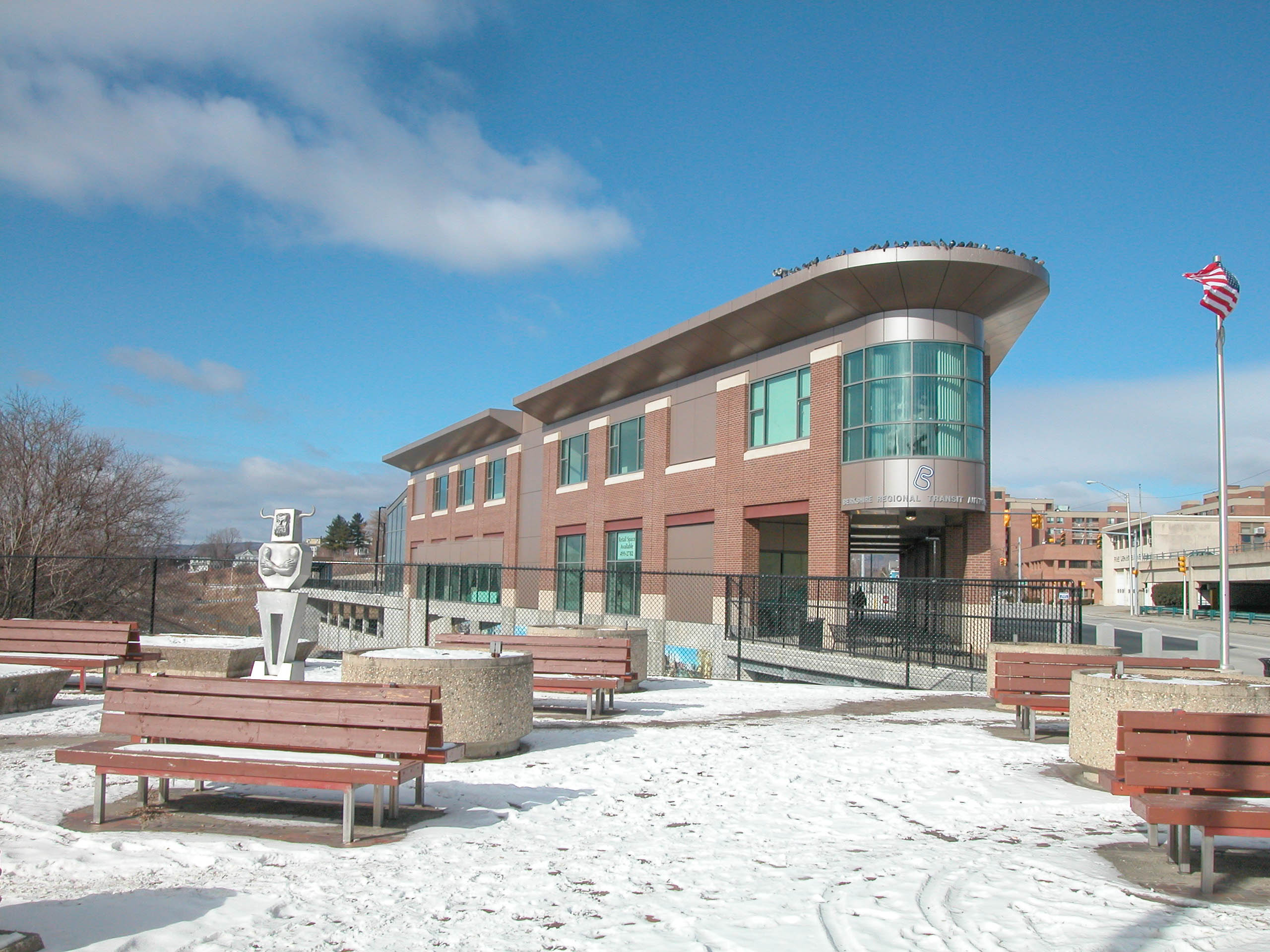
ピッツフィールド駅

アムトラックのピッツフィールド駅はコロンバス・アヴェニュー1にある。アムトラックのシカゴ-ニューヨーク・ボストン間を結ぶ夜行長距離列車レイクショア・リミテッド号が1日1往復（当駅にはボストン発着の編成が）停車する。

### バス
地元の公共交通はバークシャー地域交通局（Berkshire Regional Transit Authority）が担っている 。

## 教育
ピッツフィールド市は公共教育体系を運営しており、現在の就学児童生徒数は6,000人を超えている。小学校8校、中学校2校、高校2校がある。2つの高校は職業訓練プログラムも持っている。隣接するリッチモンドからも生徒を受け入れている。市内には教区学校が2校、私立学校が1校、さらにオールターナティブ・スクール1校もある。
市内に、バークシャー・コミュニティ・カレッジのメインキャンパスとミルドレッド・エリーのピッツフィールド・キャンパスがある。最も近い州立カレッジはノースアダムズにあるマサチューセッツ・リベラルアーツ・カレッジとウェストフィールド州立大学、およびマサチューセッツ大学アマースト校である。私立大学では、ウィリアムズタウンのウィリアムズ大学とグレートバーリントンのバード・カレッジ・サイモンズロック校がある。

## 見どころ

### 文化

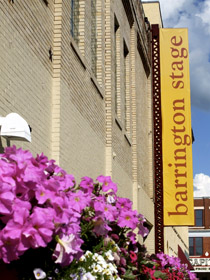
バーリントン劇団のピッツフィールド本部

ピッツフィールドはバークシャー歴史的地域の地理的かつ商業的中心にあり、ボストン交響楽団の夏の家であるタングルウッドや、著作家エディス・ワートンの邸地であるザ・マウントがある。市内の多くの建物がアメリカ合衆国国家歴史登録財に指定されている。
中心街には金ぴか時代のコロニアル劇場、バークシャー博物館、ビーコン・シネマ（マルティプレックス）、バーリントン劇団、バークシャー・アセネウム、ワーコナー・パーク、ヒーバート樹木園がある。近年、様々な新しいレストラン、集合住宅などの住宅開発、文化的なアトラクションなど歴史ある中心街にかなりの投資を行って、変革が進んでいる。
コロニアル劇場は1903年に完成し、1998年にヒラリー・クリントンから国定歴史資産に指定された。この100年を超える劇場に町は2,200万米ドル以上を投じて改修しており、ヴォードヴィル時代からの唯一の劇場であり、「世界でも最高級に音響効果の良い劇場」と言われている。
バーリントン劇団はトニー賞を受賞した「第25回パットナム郡スペリング大会」を制作した劇団であり、中心街の劇場改修に多額の金を投じ、他の劇場でも小さな公演を行っている。そのミュージカルシアター実験室の長であるウィリアム・フィンは「ボストン・グローブ」に、ピッツフィールドを「ミュージカル劇宇宙の中心」にするという決断を語った。
バークシャー博物館は郡内で最古かつ最も多様な博物館であり、近年多額の投資を行って改修し、世界クラスの展示を行えるようにしている。
18世紀半ばまで遡ることができる郡内最古クラスの家屋が市内に多く見られ、また19世紀後半や20世紀初期の歴史ある地区も多い。
多世代にわたった小規模農園も幾つか見られるが、都市のスプロール現象と土地開発によって減少している。
その他文化的見どころとして次のものがある。
- アロウヘッド、作家ハーマン・メルヴィル（1850年-1863年）の邸宅。メルヴィルはここで『白鯨』を執筆した。
- シルビオ・O・コント国立アーカイブおよび記録管理所

### レクリエーション
市内にはポントサック湖カントリークラブなど幾つかのカントリークラブがある。オノタ湖とポントサック湖という2つの湖があり、どちらも水泳、ボート、釣りに人気がある。バークシャー漕艇・スカル競艇協会がオノタ湖にある。
市内にカヌー湿地野生生物保護区があり、広さは264エーカー (1.07 km2) の森林、野原、湿地をマサチューセッツ・オーデュボン協会が維持している。ブースケット・スキー場とサマーリゾートは、年間を通してスキー、ウォータースライド、ゴーカートなどを楽しむ観光客や住民を集めている。
.
ピッツフィールド州有林は広さ11,000エーカー (45 km2) の公園であり、ハイキング、クロスカントリースキー、キャンプ、ピクニック、水泳が楽しめる。最も標高が高い水域であるベリー池がピッツフィールド州有林の頂点、ピッツフィールド市域を外れてハンコックの町内にある。
バークシャー自転車道委員会がピッツフィールド市や地元住民と共にアシュウィルティクック鉄道跡道の延伸に努めており、現在は市の北部に全長10.8マイルが舗装されている。この延伸部はピッツフィールド市内を通り、南のレノックスやグレートバーリントンまで伸びる予定である。

## メディア

### 新聞
- 「バークシャー・イーグル」、ピッツフィールド地域の主要日刊紙
- 「ピッツフィールド・ガゼット」、地元のニュース、見解、調査報道、市政に特化した週刊紙
- 「ジ・アドボケイト」、バークシャー郡や近くのベニントン郡 (バーモント州)のための週刊紙
- 「ヒルカントリー・オブザーバー」、マサチューセッツ州西部、バーモント州南部、ニューヨーク州東部の8郡をカバーする月刊紙
- 「バークシャー・レコード」、週刊紙
- 「iBerkshires.com」[29]、オンライン新聞

### テレビ
ピッツフィールドはオールバニ・テレビ市場に入っており、市内でライセンスを得た局が2つある。他に全国系列のテレビ局やケーブルテレビ局も多く視聴できる。

### ラジオ
市内にはAM局3局、FM局5局のラジオ局がある。
ノースアダムズ、グレートバーリントン、スプリングフィールド、さらにオールバニの放送も聴取できる。ボストンやコネチカット州ハートフォードの放送も場所によっては聴取できる。

## 企業
市内には下記のような企業がある。
- SABIC-イノバティブ・プラスティックス（元ゼネラル・エレクトリックのプラスティックと先進材料事業部）、現在はリャドに本社を置くサウディ・ベーシック・インダストリーズ・コーポレーションの子会社
- ケメックス・コーポレーション
- ゼネラル・システムズ
- ブルー-Q、ピッツフィールド出身者2人が所有するデザインとギフトの製造者
- ローリン出版、国際的光通信産業ディレクトリーと関連する定期刊行物の出版社
- タデウス・クラップ・ハウス、歴史あるベッド・アンド・ブレックファスト宿屋
- ゼネラル・ダイナミクス先進情報システム（元はゼネラル・エレクトリック・オードナンス）
- インタープリント・インコーポレイテッド、ピッツフィールドとリッチモンド市境にある
- ニューイングランド鍼療法とハーブのクリニック
- モスコー・バレー、全国ツアーを行う舞踊団、グレート・ルシアン・ナットクラッカーの制作者
- バークシャー・ガス、西マサチューセッツの顧客36,000世帯に天然ガスを供給している
- ピッツフィールド発電施設、天然ガス燃焼発電所
- レンコ・アーマード・ビークル（レンコ・ベアとレンコ・ベアキャットの本拠）

## 著名な出身者
- エリザベス・バンクス、女優、映画『シービスケット』、『スパイダーマン』、『40歳の童貞男』、『ブッシュ』、『ハンガー・ゲーム』に出演
- フランク・グラント、19世紀のアフリカ系アメリカ人野球選手
- オリバー・ウェンデル・ホームズ・シニア、詩人、ピッツフィールドで夏を過ごした、母の家族は26,000エーカー (105 km2) の土地を所有していた
- ヘンリー・ワズワース・ロングフェロー、詩人、教育者、言語学者、東通りの家を所有していた、現在はピッツフィールド高校となっている
- ジェイ・マキナニー、作家。『ブライト・ライツ、ビッグ・シティ』（1984年）
- ハーマン・メルヴィル、作家、1850年から1863年までピッツフィールドのアロウヘッドに住み『白鯨』を執筆した。 他にも 『ピエール』、『詐欺師』、『短篇集』の著作がある。アロウヘッドの邸宅はバークシャー歴史協会の博物館として維持されている。その窓からはメルヴィルがクジラの背中を思い出したとされるグレイロック山を見ることができる[30]。ナサニエル・ホーソンは「ハーマン・メルヴィルがピッツフィールドのこちら側に座って、『白鯨』の巨大なコンセプトを創り上げたのであり、その窓からは巨大なグレイロックの姿が見られる」と記している
- エイドリアン・パスダー、俳優
- ウィリアム・スタンリー、最初の交流変圧器を発明
- ジャック・ウェルチ、ゼネラル・エレクトリックの元CEO
- ロビン・ウィリアムズ、俳優、ピッツフィールドに夏の家がある
- ステファニー・ウィルソン、宇宙飛行士

## 姉妹都市
ピッツフィールド市は姉妹都市インターナショナルに登録される4つの姉妹都市関係を結んでいる
- アイルランド、メイヨー県バリナ
- イタリア、カーヴァ・デ・ティッレーニ
- 大韓民国清州市
- ニカラグア、パルパイシリョ